# Hude (Adelsgeschlecht)

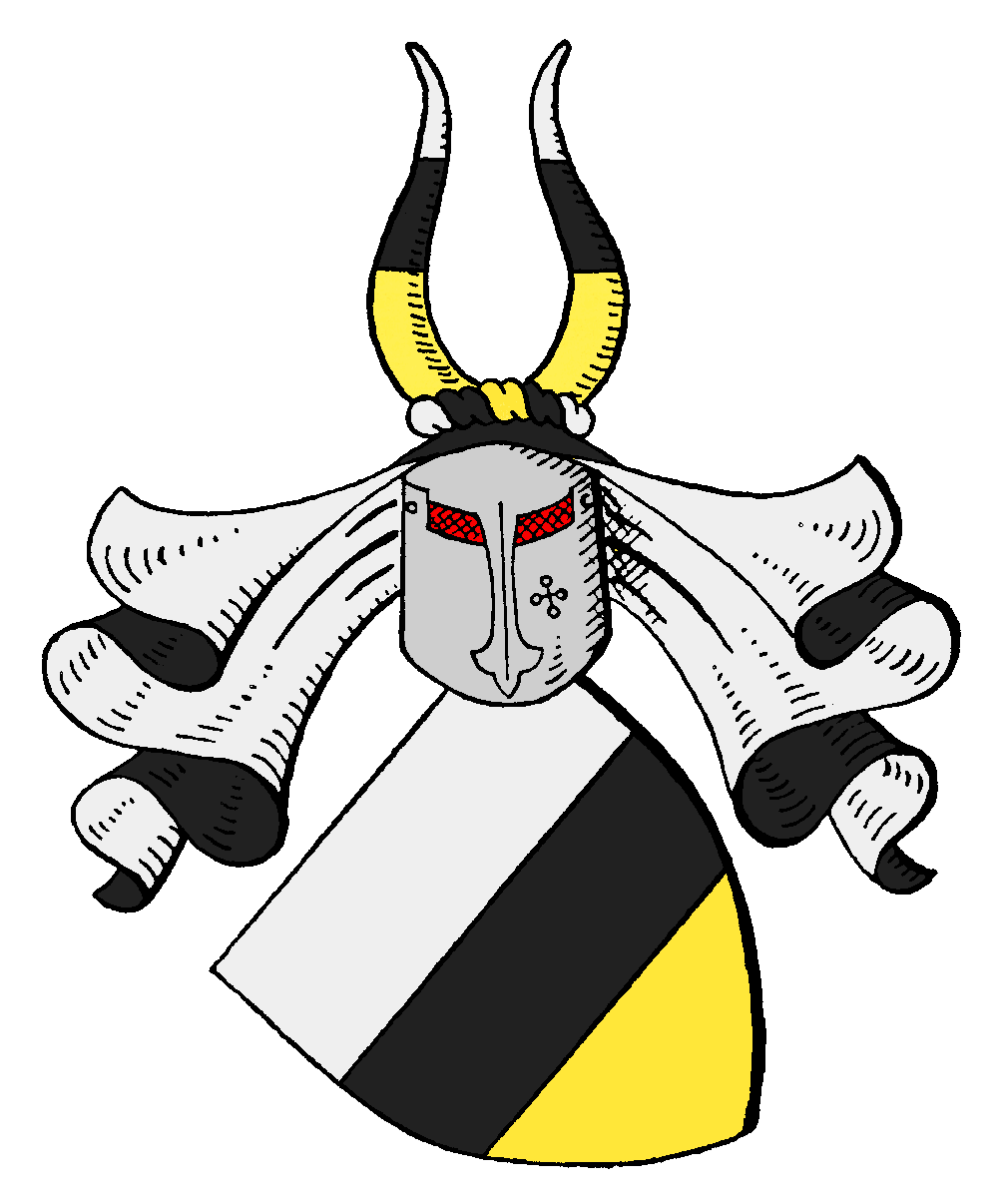
Wappen derer von der Hude

Hude bzw. von der Hude ist der Name eines ursprünglich aus Bremen stammenden alten Adelsgeschlechts. Die Familie konnte sich früh nach Holstein, Lauenburg und Mecklenburg ausbreiten, einzelne Zweige bestehen bis heute fort.

## Geschichte
Die von der Hude waren agnatisch verwandt mit den von Bremen, welche bedeutende Persönlichkeiten im Erzbistum Bremen stellten.

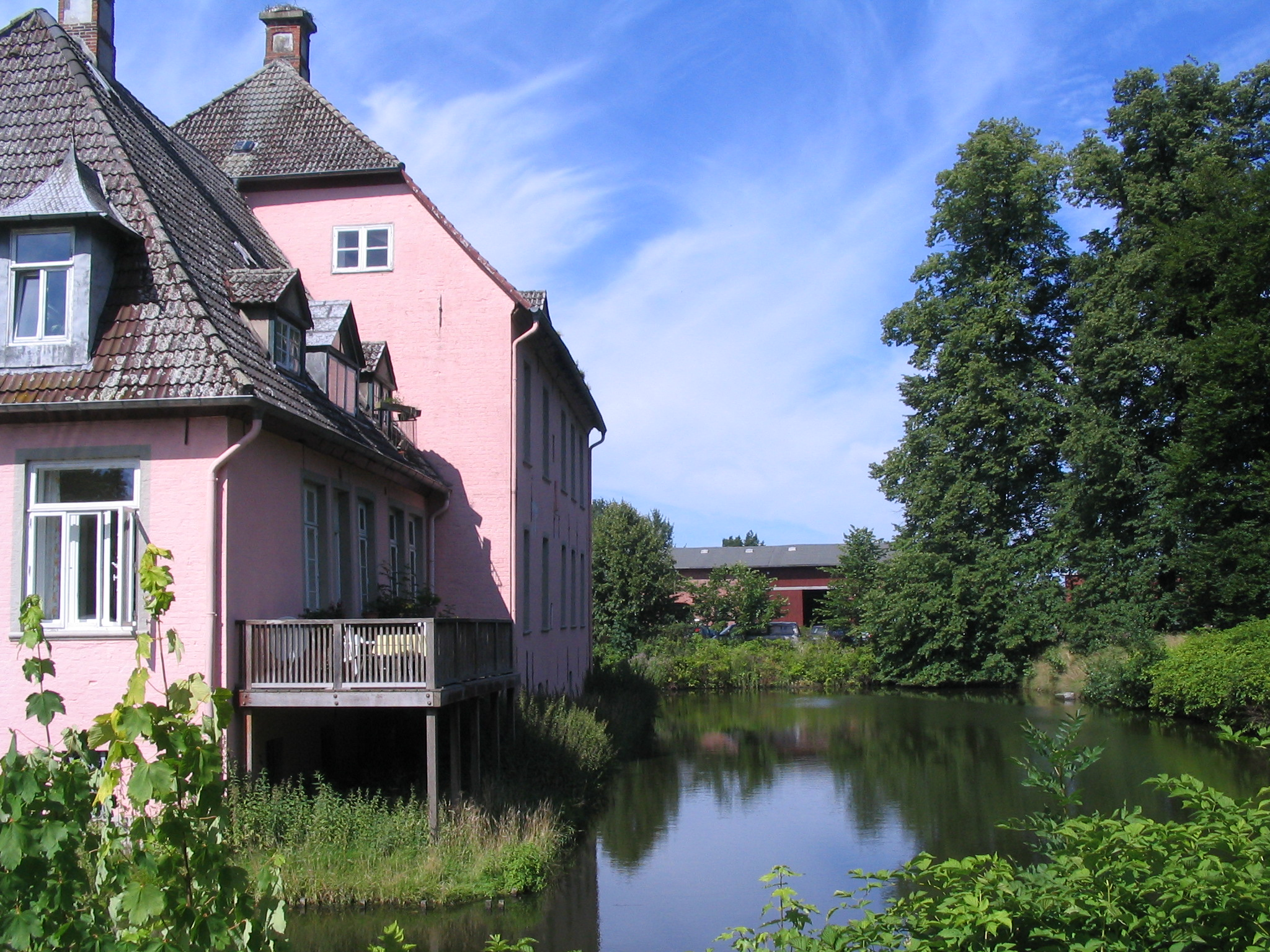
Dammgut Ritterhude

Mit Ritter Lüder de Hude  erscheint in den Jahren 1181 bis 1191 der älteste Vertreter der Familie, welcher den Namen Hude nach ihrem Stammsitz Burg Hude in Ritterhude führt. Die Burg Huda diente 1309, gemäß dem Bremer Urkundenbuch, zur Bewachung der Furt über die Hamme als des einzigen Heerwegs von Hamburg nach Bremen. 1380 gelobten die Ritter und Knappen von der Hude, dass „unze Slot“ ein offenes Haus sein soll, womit sie die Schleifung der Burg abwendeten. Im Jahr 1757 wurden Burg und Dammbrücke im Siebenjährigen Krieg zerstört, die Wasserburg anschließend jedoch als Herrenhaus wieder aufgebaut. 1774 starb mit Friedrich August von der Hude der letzte Angehörige seiner Familie auf Schloss Ritterhude. Das Dammgut wurde anschließend von Georg von Gröning, dem späteren Bürgermeister von Bremen, erworben (seit 1919 im Besitz derer von Rex-Gröning). Zwei der drei Gerichte im St. Jürgensland und Trupe, nämlich Niederende und Oberende, befanden sich im 15. Jahrhundert im Besitz des Adelsgeschlechts von der Hude, das dritte gehörte dem Kloster Lilienthal.
Aus der Ministerialenfamilie von der Hude stellte ein Zweig mehrere Ratsherren, mit Detward von der Hude († 1430) auch einen Bürgermeister in Bremen. Späterhin konnte sich die Familie u. a. auch nach Lübeck ausbreiten. Drei Generationen mit dem Namen Bernhard H(e)inrich von der Hude waren Hauptpastoren an der Lübecker Marienkirche. Die Söhne des jüngsten (1768–1828), Heinrich von der Hude (1798–1853) und Hermann von der Hude (1811–1858), wurden Senatoren der Hansestadt Lübeck.
Ritter Martin von der Hude erschien als erster aus seinem Geschlecht ab dem Jahr 1326 als mecklenburgischer Vogt. Die Brüder Heinrich und Arnold von der Hude sowie deren Vetter Johann von der Hude verkauften ihre mecklenburgischen Güter Kulitz und Nedum an das Kloster Eldena. 1363 wurde mit Heinrich von der Hude der letzte Angehörige des Geschlechts in Mecklenburg genannt.

## Wappen

### Bremen

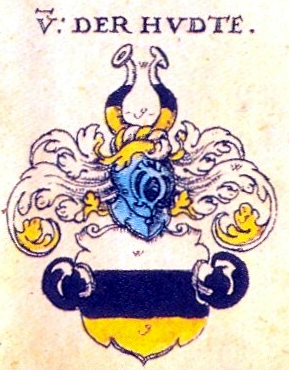
Wappen nach Johann Siebmacher

Wappen 1 (bis 1320 in Verwendung): Im (vermutlich silbernen) Schild vier zu zweit gegenübergestellte (vermutlich schwarze, rotbewehrte) Adlerklauen.
Wappen 2: Im Schild ein Helm mit zwei hochgestellten Adlerklauen als Helmzier.
Wappen 3 (ab 1320 in Verwendung): Schild in drei Querbalken geteilt: Silber, Schwarz und Gold.

### Mecklenburg
Der Schild mit Querbalken; auf dem Helm drei Spickel mit Hahnenfedern, der mittlere senkrecht, die anderen beiden waagerecht gestellt. Später war der Schild von Silber nach Grün quergestreift; auf dem Helm zwei Büffelhörner.

## Angehörige (chronologisch)
- Bernhard von der Hude, 1304 im Zuge der Ratsfehde von 1304/1305 aus Bremen verbannt[6]
- Detward von der Hude († 1430), Bürgermeister von Bremen
- Hinrich von der Hude († 1459), Großkaufmann, Ratsherr in Bremen
- Eilard von der Hude (1541–1606), deutscher Chronist
- Bernhard Heinrich von der Hude (Geistlicher, 1681) (1681–1750), Hauptpastor an St. Marien zu Lübeck[7]
- Jürgen Matthias von der Hude († 1751), deutscher Maler
- Bernhard Heinrich von der Hude (1731–1795), Hauptpastor an St. Marien zu Lübeck[8]
- Bernhard Heinrich von der Hude (1765–1828), Hauptpastor an St. Marien zu Lübeck
- Heinrich von der Hude (1798–1853), Syndicus und Senator der Hansestadt Lübeck
- Hermann von der Hude (1811–1858), Senator der Hansestadt Lübeck
- Hermann von der Hude (1830–1908), deutscher Architekt